# Michael Podulke

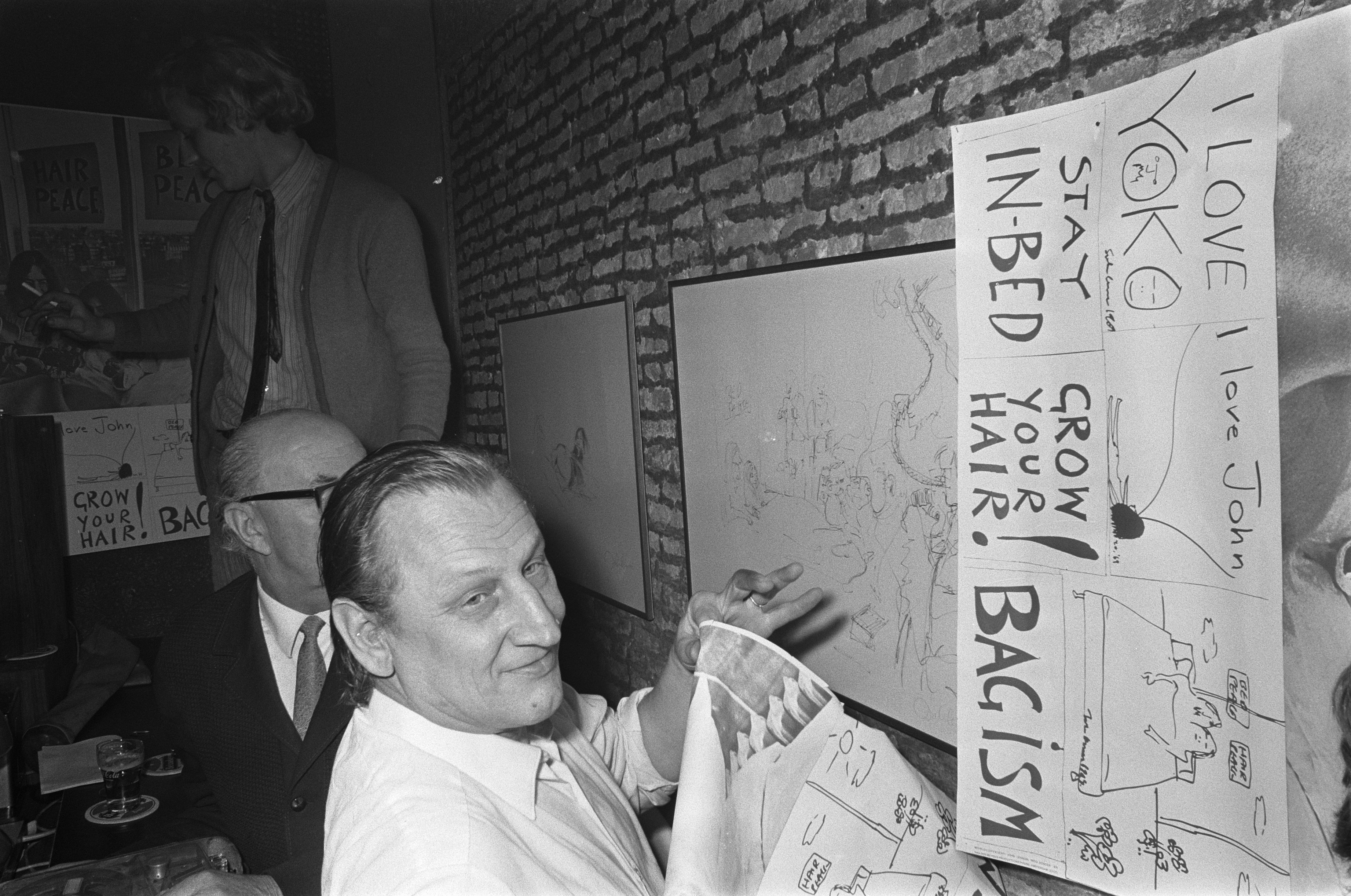
Podulke (Amsterdam, 1970)

Michael Francis Podulke (* 4. Oktober 1922 in Mazeppa, Minnesota; † 20. Dezember 1988 in Norden) war ein US-amerikanischer Maler und Graphiker, der in seinen letzten Lebensjahren insbesondere in Ostfriesland wirkte.

## Lebensweg
Michael Podulke verbrachte seine Kindheit in der kleinen amerikanischen Stadt Mazeppa in Minnesota. Der Vater war ein gebürtiger österreichisch-ungarischer Staatsbürger, die Mutter eine gebürtige Norwegerin, beide waren in die USA eingewandert. Der Vater war von Beruf Schmied und verstarb sehr früh noch in Podulkes Kindheit. Die Mutter zog ihn als einzige Bezugsperson neben den vier Geschwistern auf. Podulke machte den Highschool-Abschluss und wurde im Zweiten Weltkrieg Fallschirmjäger vom 1. Januar 1943 bis 26. Januar 1946. Er wurde im pazifischen Raum als Soldat u. a. auf den Philippinen eingesetzt. Hier war er großen Strapazen ausgesetzt, u. a. überlebte er 47 Tage allein im Dschungel. Die amerikanische Armee entließ ihn hoch dekoriert.
Michael Podulke studierte von 1946 bis 1948 und von 1949 bis 1950 an der University of Chicago und der University of Minnesota. Er belegte vornehmlich Kurse aus den Bereichen Kunstgeschichte (Art History) und Kunsterziehung (Art Education). Ende des Jahres 1950 ging er nach Europa und ließ sich in Amsterdam nieder. Er setzte hier sein Studium der Kunstgeschichte seit August 1952 an der Universität von Amsterdam fort. Er nahm Unterricht bei Max Beckmann und Oskar Kokoschka.
1963 war Michael Podulke mit der Gründung des Internationaal Kunsthuis Mitglied des Arbeitsausschusses. Das Kunsthuis war entstanden aus einer Anregung von Louis Gans, des ehemaligen Konservators des Stedelijk Museums in Amsterdam. Das Kunsthuis sollte die zeitgenössische Kunst fördern und ihr einen größeren Markt erschließen. Am 1. Januar 1965 trat Podulke aus dem Internationaal Kunsthuis aus. Die Vereinigung konnte ihre Ideen nicht verwirklichen und löste sich später auf.
Michael Podulke suchte neue Betätigungsfelder und beteiligte sich Mitte der sechziger Jahre an der 1962 gegründeten Galerie Mokum in Amsterdam, die der Galeristin Dieuwke Bakker gehörte. Er war bis Mitte 1969 an der Leitung der Galerie beteiligt, die ausschließlich figurative niederländische Kunst zeigte. Die Galerie präsentierte verschiedene Formen des Realismus, wie  Neuer Realismus, Naiver Realismus und Magischer Realismus. Die von der Galerie Mokum als Stamm vertretenen Künstler waren Ferdinand Erfmann, Sal Meijer, Teunn und Cornelis Doolaard. Später folgten Dick Pieters, Wout Muller, Clary Mastenbroek, Jasper van Putten, Kik Zeiler u. a. Die Galerie Mokum wollte ein bewusstes Gegengewicht zu den etablierten Museen und Galerien bilden, die dem Zeitgeschmack gemäß ihren Schwerpunkt auf die abstrakte Kunst legten. Später gründete Michael Podulke seine eigene Galerie. Die Galerie Podulke organisierte von Oktober 1969 bis Juni 1970 Ausstellungen. Sie vertrat allerdings keinen festen Stamm von Künstlern.
Im Jahre 1975 zog Michael Podulke nach Norden (Ostfriesland), da er sich in seinen Arbeiten intensiv mit der Natur auseinandersetzte. Er lebte und arbeitete in seinem dortigen Atelier bis zu seinem Tod im Jahr 1988. In Ostfriesland lernte er die Malerin und Grafikerin Hildegard Peters kennen und lieben. Beide lebten in Norden und auf der Insel Norderney zusammen. Seine Arbeiten wurden auf zahlreichen Ausstellungen besonders im ostfriesischen Raum präsentiert. Er setzte sich in seinen Werken mit der Landschaft Ostfrieslands, aber auch mit lokalen tagespolitischen Themen auseinander. Ab 1983 wandte Podulke sich künstlerisch mit einer Serie von Collagen gegen die Aufstellung einer Heinrich-Heine-Skulptur des nationalsozialistischen Staatsbildhauers Arno Breker auf der ostfriesischen Insel Norderney.
Es entstanden insgesamt ca. 660 Arbeiten (179 Ölbilder, 15 verschiedene Auflagen im Tiefdruck, 13 Auflagen Lithographie, 287 Holzschnitte, darunter 13 Auflagen). Über sein Œuvre liegt inzwischen ein Werkverzeichnis vor.

## Arbeitsweise
Michael Podulke arbeitete vornehmlich in der Technik des Holzschnittes. Nur zu Beginn seiner künstlerischen Arbeit entstanden Tiefdrucke und Lithographien. Bei den frühen Holzschnitten druckte er Stöcke ab, in die er entweder eine vollständige Darstellung schnitt, oder Stöcke, in die er Teile einer vollständigen Darstellung (meist aufgeteilt in Strich- und Tonplatten) einarbeitete. In den späten Holzschnitten benutzte er selbstgefärbtes Japanpapier, auf das er verschiedene oder gleiche Motive druckte. Michael Podulke nutzte in seinem Spätwerk verstärkt Collagetechniken. Zum Teil klebte er kleine Fetzen gefärbten Japanpapiers auf, oftmals auch in Verbindung mit vollständigen, schon vorher abgedruckten Motiven. Auffallend ist bei Podulke seine kräftige Farbgebung. 
Thematisch setzte Michael Podulke sich fast ausschließlich mit der Natur auseinander (Stillleben, florale Arrangements, Landschaftsdarstellungen). Seine Motive waren vornehmlich Tiere (phantastisch wirkende Echsen, Schlangen und Fische) und Blumen. Die verwendeten Bildwelten waren überwiegend Meeres- und Uferlandschaften. Diese Bildwelten wurden häufig romantisierend und zeitweise mit surrealistischen Anklängen umgesetzt.
Michael Podulke war immer gegenständlich, auch in den Arbeiten, in denen er Naturelemente zusammenfügte. Podulke schloss sich keiner Künstlergruppe an, die einen bestimmten Stil prägte. Die am meisten beachtete Einzelausstellung war die im Jahr 1962 im Groninger Museum, in die Prof. Dr. H.L.C. Jaff‚ (damaliger Professor für Kunstgeschichte an der Universität in Amsterdam und bekannter Interpret von De Stijl und Piet Mondrian) einführte und die von Jos de Gruyter (* 28. Aug. 1899, † 30. Juli 1979) (Museumsdirektor in Groningen von 1955 bis 1963 und Kunstkritiker) eröffnet wurde. Diese Ausstellung ging anschließend ins Gemeente Museum Schiedam und ins Cultureel Centrum de Beyerd, Breda.

## Arbeiten in öffentlichen Sammlungen
- Rijksprentenkabinet, Rijksmuseum (Amsterdam)
- Prentenkabinet, Stedelijk Museum (Amsterdam)
- Groninger Museum voor Stad en Lande (Groningen)
- Victoria and Albert Museum (London)
- Tate Gallery (London)
- Brooklyn Museum (New York)
- Museum of Modern Art (MoMA) (New York)
- Chicago Art Museum (Chicago)
- San Francisco City Museum (San Francisco)
- Kunsthaus Zürich (Zürich)

## Belege
1. ↑  Informationen über Podulke auf der Website villageantiques.ch
2. 1 2 3 4  Biographisches Lexikon für Ostfriesland (PDF).
3. ↑  Ansicht des Covers und Informationen bei interbook-artbooks.com

| Personendaten    | Personendaten                                 |
| ---------------- | --------------------------------------------- |
| NAME             | Podulke, Michael                              |
| ALTERNATIVNAMEN  | Podulke, Michael Francis (vollständiger Name) |
| KURZBESCHREIBUNG | US-amerikanischer Maler und Graphiker         |
| GEBURTSDATUM     | 4. Oktober 1922                               |
| GEBURTSORT       | Mazeppa, Minnesota                            |
| STERBEDATUM      | 20. Dezember 1988                             |
| STERBEORT        | Norden                                        |